# Findabair
Nella mitologia irlandese, Findabair o Finnabair era la figlia di Ailill mac Máta e di Medb del Connacht.
Amava Fráech, ma egli non avrebbe voluto pagare la dote per lei, finché corrotto da Medb, la accettò come ricompensa per il suo aiuto nella battaglia contro l'Ulster nel Táin Bó Cúailnge. Fráech fu ucciso da Cúchulainn, e Findabair fu offerta dai suoi parenti a molti guerrieri, compreso Ferdiad, se loro avessero combattuto Cúchulainn.
Quando Rochad mac Fathemain, che era il primo amore di Findabair, giunse in aiuto di Cúchulainn, Ailill e Medb mandarono Findabair a passare la notte con lui in cambio di una tregua. Dopo che settecento uomini morirono a causa sua in una battaglia tra il Munster e il Connacht, lei morì per la vergogna. 
Il nome di Findabair è etimologicamente collegato a Gwenhwyfar, in gallese Ginevra.